# Hor Ohannesjan
Hor Vardanovyč Ohannesjan (in ucraino Гор Варданович Оганнесян?; Melitopol', 7 agosto 1994) è un lottatore ucraino, specializzato nella lotta libera. Vincitore della medaglia di bronzo ai Giochi europei di Minsk 2019 nella lotta libera categoria 65 chilogrammi.

## Biografia
Si è messo in mostra a livello internazionale giovanile agli europei cadetti di Varsavia 2011, vincendo la medaglia d'oro nei 54 chilogrammi.
Ha rappresentato l'Ucraina ai campionati mondiali adi Parigi 2017, dove ha concluso 12º nel torneo della lotta libra 65 chilogrammi, e di Nur-Sultan 2019, dove si è classificato ventottesimo nella medesima categoria di peso.
Ai Giochi europei di Minsk 2019 ha vinto la medaglia di bronzo nella lotta libera categoria 65 chilogrammi, battendo l'armeno Valodya Frangulyan nella finale per il terzo posto.

## Palmarès
- Giochi europei

Minsk 2019: bronzo nei 65 kg.
- Europei cadetti

Varsavia 2011: oro nei 54 kg.